# 2416 Sharonov
A 2416 Sharonov (ideiglenes jelöléssel 1979 OF13) a Naprendszer kisbolygóövében található aszteroida. Nyikolaj Sztyepanovics Csernih fedezte fel 1979. július 31-én.